# Ernst Schönwiese

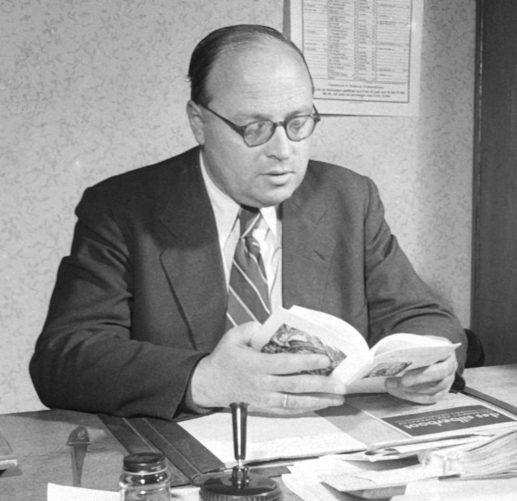
Ernst Schönwiese, 1954

Ernst Schönwiese (* 6. Jänner 1905 in Wien; † 4. April 1991 ebenda) österreichischer Schriftsteller, Lyriker, Programmdirektor für Literatur, Hörspiel und Wissenschaft beim Österreichischen Rundfunk.

## Leben
Ernst Schönwiese begann früh, sich mit Literatur zu beschäftigen und auch selbst zu schreiben. 1935 gab er eine Anthologie zwölf österreichischer Lyriker mit dem Titel Patmos heraus (u. a. mit Texten von Robert Musil, Hermann Broch, Ernst Waldinger, Erika Mitterer und Heinz Politzer), der auch Schönwieses eigene Texte enthielt. Schönwiese schloss sich der seit Beginn des 20. Jahrhunderts im bürgerlichen Lager geübten Rationalismusskepsis und der These vom Niedergang der abendländischen Kulturtradition an. Bis zum „Anschluss Österreichs“ im Jahr 1938 war Schönwiese nach Jus- und Germanistikstudien an der Wiener Universität v. a. als Publizist und ab 1929 als Dozent an der Volkshochschule Wien-Leopoldstadt tätig. Zu Beginn der dreißiger Jahre gehörte Schönwiese dem Kreis um Franz Blei im Wiener Café Herrenhof an. Er lud Musil, Gütersloh, Brod, Csokor und Liegler zu Lesungen ein, von den jüngeren Autoren waren Theodor Kramer, Erika Mitterer, Ernst Waldinger und Heinz Politzer zu Gast. Diese Veranstaltungen bildeten die Vorstufe des silberboots, an dem die meisten der genannten Autoren später mitwirkten.
Die Zeit von 1938 bis 1945 verbrachte Schönwiese als Korrespondent einer Presseagentur in Ungarn. In dieser Zeit begann auch seine Beschäftigung mit der deutschen und wie auch fernöstlichen Mystik, welche für sein weiteres Schaffen entscheidend werden sollte. 1945 floh er vor den sowjetischen Truppen nach Salzburg und wurde dort 1945 Leiter der Literaturabteilung des Senders Rot-Weiß-Rot, danach war er 1954 bis 1971 Programmdirektor für Literatur, Hörspiel und Wissenschaft beim Österreichischen Rundfunk (ORF) in Wien. Zwischen 1947 und 1957 erschienen die meisten seiner eigenen Gedichtbände.
Als Schriftsteller war Schönwiese vorwiegend Essayist und Lyriker. Beeinflusst von der Kulturphilosophie Hermann Brochs und der Mystik (sowohl Europas wie auch des Fernen Ostens), wirkte er auch als Übersetzer zahlreicher Werke dieser Richtung. Als Herausgeber der Literaturzeitschrift das silberboot (1935/36, 1946–1952), setzte er sich neben den Autoren der „klassischen Moderne“ besonders für Exilschriftsteller ein.
Er führte einen umfangreichen Briefwechsel mit Otto F. Beer, Franz Blei, Felix Braun, Hermann Broch, Max Brod, Elias Canetti, Franz Theodor Csokor, Ludwig von Ficker, Erich Fried, Albert Paris Gütersloh, Michael Guttenbrunner, Hermann Hesse, Klara Köttner-Benigni, Theodor Kramer, Alexander Lernet-Holenia, Ernst Lothar, Manès Sperber, Friedrich Torberg, Johannes Urzidil, Hans Weigel u. a.
Ab 1971 war Schönwiese Schüler von Garma C. C. Chang, einem bedeutenden chinesischen buddhistischen Gelehrten und Meditationslehrer, der an der Pennsylvania State University buddhistische Philosophie lehrte. In den Folgejahren übersetzte und veröffentlichte Schönwiese einige wichtige Werke von Prof. Chang: Mahamudra-Fibel (1979), Die Praxis des Zen (1982), Die buddhistische Lehre von der Ganzheit des Seins (1989).
Die Schauspielerin Susanne Schönwiese ist seine Tochter. Seine letzte Ruhestätte befindet sich auf dem Wiener Zentralfriedhof im Ehrenhain (Gruppe 40, Nummer 165).

## Auszeichnungen und Mitgliedschaften

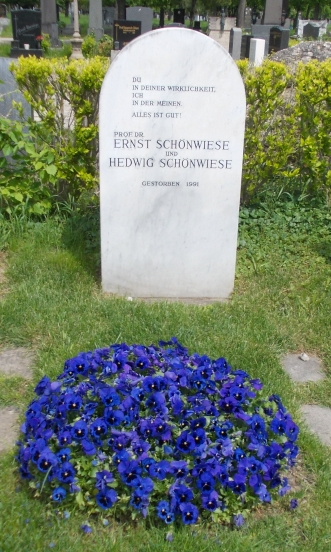
Grabstätte von Ernst Schönwiese

- 1956: Mitglied der Deutschen Akademie für Sprache und Dichtung
- 1965: Literaturpreis der Stadt Wien
- 1972–1978: Präsident des Österreichischen P.E.N. Clubs
- 1977: Österreichisches Ehrenzeichen für Wissenschaft und Kunst

## Werke
- Die Fähre 1946. Ein Almanach. Weismann, München 1946.
- Silberboot Almanach auf das Jahr 1946. Das Silberboot, Salzburg 1946.
- Ausfahrt und Wiederkehr. Gedichte. Müller, Wien 1947.
- Der siebenfarbige Bogen. Gedichte. Weismann, München 1947.
- Das Bleibende. Gedichte. Die Ausfahrt, Thal 1950.
- Nacht und Verheissung. Gedichte. Gurlitt, Wien, Linz, München 1950.
- Das unverlorene Paradies. Dichtungen von Demut, Tod und Ewigkeit zu neun Steinzeichnungen von Ernst Barlach. Gurlitt, Wien, Linz, München 1951.
- Stufen des Herzens. Neue Gedichte. Mit Illustrationen von Oskar Kokoschka. Gurlitt, Wien, Linz, München 1956.
- Traum und Verwandlung. Eingeleitet und ausgewählt von Joseph P. Strelka. Stiasny, Graz 1961.
- Baum und Träne. Gedichte. Limes, Wiesbaden 1962.
- Geheimnisvolles Ballspiel. Gedichte. Limes, Wiesbaden 1964.
- Odysseus und der Alchimist. Gedichte. Limes, Wiesbaden 1968. (Limes Nova 23).
- Literatur in Wien zwischen 1930–1980. Amalthea, Wien 1980.
- Antworten in der Vogelsprache. Limes, Wiesbaden 1987, ISBN 3-89086-644-1.
- Der alte und der junge Chronos. Ausgewählte Gedichte.

Übersetzungen
- Garma C. C. Chang: Mahamudra-Fibel. Octopus Verlag, Wien, 1979.
- Garma C. C. Chang: Die Praxis des Zen. Aurum Verlag, Braunschweig 1982.
- Garma C. C. Chang: Die buddhistische Lehre von der Ganzheit des Seins. O. W. Barth Verlag, München 1989.
- Douglas Harding: The Mountain Path und On Having No Head.
- Tu Shun: Dharmadhata-Meditation und Traktat über den goldenen Löwen.
- Hannya Shingyo: Essenz der Sutra.

Herausgabe von Anthologien
- Österreichische Lyrik nach 1945.
- Das zeitlose Wort. Anthologie deutscher Gedichte.